# Puccinia guatemalensis
Puccinia guatemalensis ist eine Ständerpilzart aus der Ordnung der Rostpilze (Pucciniales). Der Pilz ist ein Endoparasit der Korbblütlergattungen Zexmenia und Wedelia. Symptome des Befalls durch die Art sind Rostflecken und Pusteln auf den Blattoberflächen der Wirtspflanzen. Sie ist in Mittelamerika verbreitet.

## Merkmale

### Makroskopische Merkmale
Puccinia guatemalensis ist mit bloßem Auge nur anhand der auf der Oberfläche des Wirtes hervortretenden Sporenlager zu erkennen. Sie wachsen in Nestern, die als gelbliche bis braune Flecken und Pusteln auf den Blattoberflächen erscheinen.

### Mikroskopische Merkmale
Das Myzel von Puccinia guatemalensis wächst wie bei allen Puccinia-Arten interzellulär und bildet Saugfäden, die in das Speichergewebe des Wirtes wachsen. Ihre Spermogonien wachsen beidseitig auf der Oberfläche der Wirtsblätter. Die beidseitig wachsenden Aecien der Art sind hell zimtbraun und stehen in Gruppen um die Spermogonien. Ihre goldenen bis gelblichen Aeciosporen sind 20–24 × 16–20 µm groß, eiförmig bis ellipsoid und stachelwarzig. Die beidseitig wachsenden Uredien des Pilzes sind hell zimtbraun. Die beid- oder überwiegend blattunterseitig wachsenden Telien der Art sind braun, kompakt und unbedeckt. Die goldenen bis klar kastanienbraunen Teliosporen sind zweizellig, in der Regel eiförmig bis breitellipsoid und meist 30–40 × 18–23 µm groß. Ihre Stiele sind farblos.

## Verbreitung
Das bekannte Verbreitungsgebiet von Puccinia guatemalensis reicht von El Salvador bis ins zentrale Mexiko.

## Ökologie
Die Wirtspflanzen von Puccinia guatemalensis sind verschiedene Zexmenia- und Wedelia-Arten. Der Pilz ernährt sich von den im Speichergewebe der Pflanzen vorhandenen Nährstoffen, seine Sporenlager brechen später durch die Blattoberfläche und setzen Sporen frei. Die Art durchläuft einen makrozyklischen Entwicklungszyklus mit Spermogonien, Aecien, Telien und Uredien. Als autöker Parasit macht sie keinen Wirtswechsel durch.